# ZKZM-500
 ZKZM-500 — лазерна гвинтівка, розроблена в Китаї 2018 року в Сіаньському Інституті оптики і точної механіки Китайської академії наук в Шеньсі.
Гвинтівка здатна, як повідомляється, знищити ціль на відстані 800 метрів, спричинивши обвуглювання шкіри і людської тканини. Частота лазера робить його невидимим для людського ока і безшумним. Гвинтівка живиться від перезарядної літієвої батареї і може робити більше 1000 пострілів на одному заряді.
Станом на 2018 рік гвинтівка готова для масового виробництва, а перші екземпляри, ймовірно, будуть передані загонам боротьби з «тероризмом» (ймовірно, з уйгурськими повстанцями).

## Законність
На цей день не існує конкретних міжнародних стандартів розробки і застосування даного виду лазерної зброї. Протокол про засліплюючу лазерну зброю, який підписали понад 100 країн, основну увагу приділяє попереднім поколінням зброї і забороняє використання зброї, яка може призвести до сліпоти. ZKZM-500 класифікується як нелетальна зброя на китайському урядовому сайті.

## Критика
Скептики відзначають, що ZKZM-500 потребує акумулятор вагою в кілька сотень фунтів для того, щоб гвинтівка могла максимально використати свої можливості.

### Реакція
Виробник ZKZM-500 вже оприлюднив відеоролик з демонстрацією ефектів зброї проти картону, свинини, а також гумових шин.